# Trường đại học

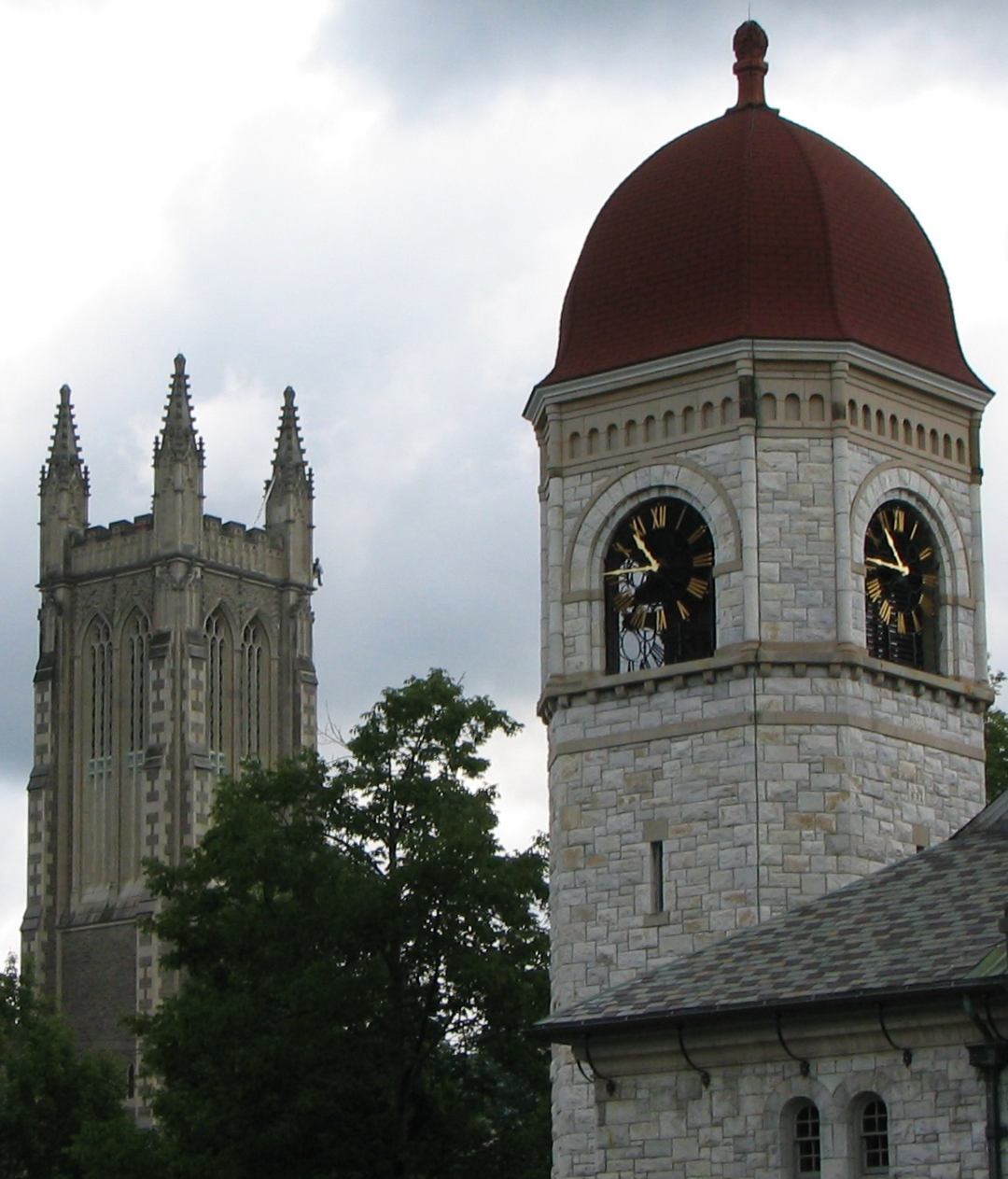
Tháp chuông trong khuôn viên Trường Đại học Williams, một trường đại học khai phóng hàng đầu Hoa Kỳ.

Trường đại học (tiếng Anh: college; tiếng Latin: collegium) là một cơ sở giáo dục đại học hay một phần của viện đại học hoặc đại học tại Việt Nam. College có nguồn gốc từ tiếng Latin collegium. Ở La Mã thời xa xưa, collegium là một câu lạc bộ hay một hội, một nhóm người sống với nhau, tuân theo một tập hợp những quy tắc chung. Trong tiếng Việt, trường có nghĩa từ nguyên là "đám đất rộng, dùng làm nơi tụ tập đông người", ví dụ: trường học, trường thi.
Trong tiếng Anh, từ college còn có thể được dùng để chỉ một trường trung học, một trường giảng dạy chương trình sau trung học nhưng không thuộc giáo dục đại học, hay một trường huấn nghệ cấp các chứng chỉ nghề. Ở Việt Nam, từ college có khi được dịch sang tiếng Việt là "trường cao đẳng" (xem thêm bài Trường cao đẳng), còn "trường đại học" có khi được dịch sang tiếng Anh là university (xem thêm Viện đại học).
Bài này nói về cơ sở giáo dục đại học theo mô hình trường đại học ở châu Âu thời trung cổ và được các vùng khác trên thế giới đem áp dụng trong thời cận đại. Về các trung tâm học tập bậc cao thời cổ đại, chẳng hạn Học viện Platon do triết gia Platon thành lập khoảng năm 387 trước Tây lịch ở Athens, Hy Lạp, hay các viện đại học Puspagiri, Nalanda, Vikramshila và Taxila ở Ấn Độ cổ đại, xem bài Các cơ sở học tập bậc cao thời cổ đại.

## Lịch sử

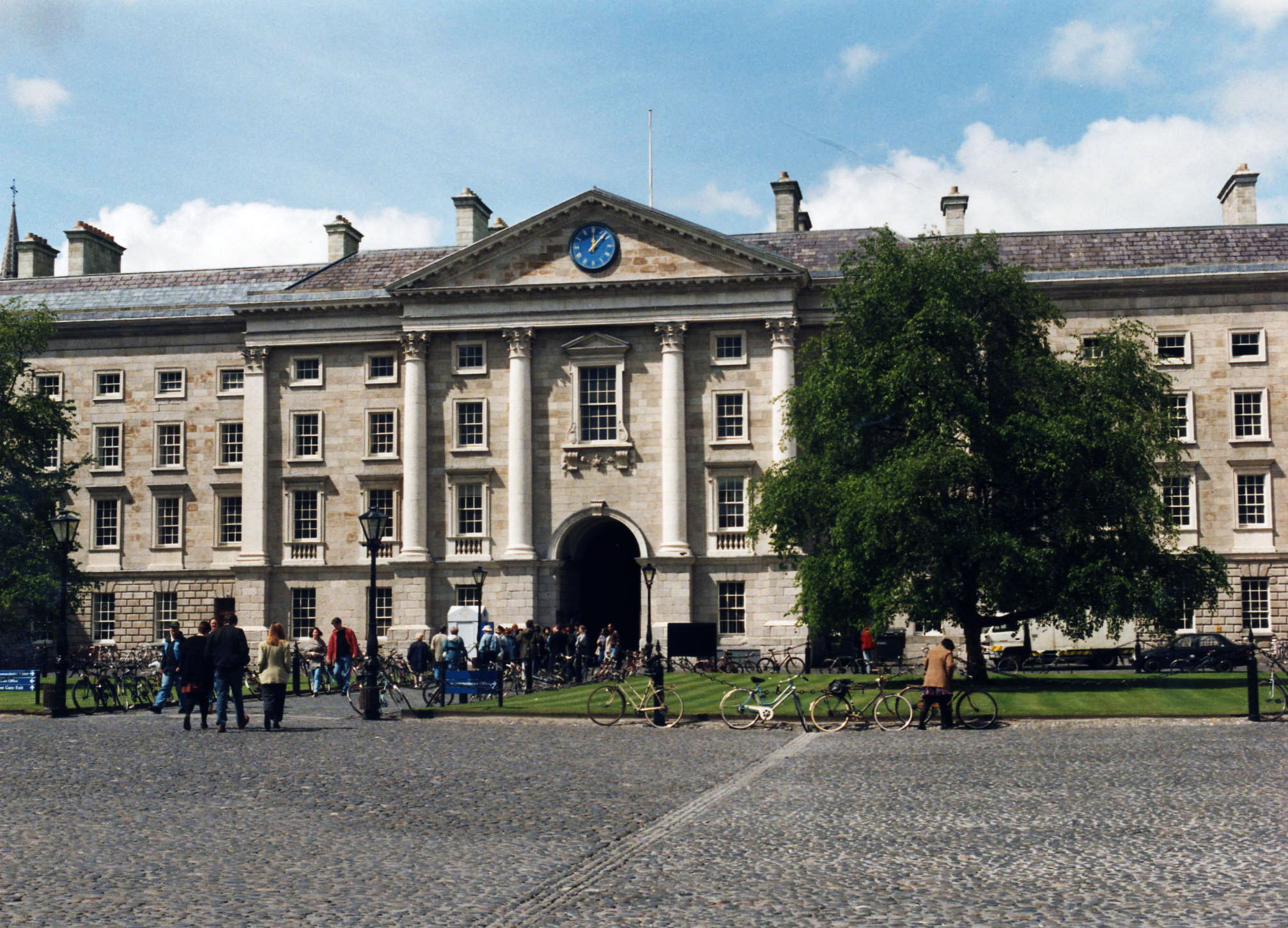
Trường Đại học Trinity ở Dublin, Ireland.

Ở Viện Đại học Bologna thời Trung cổ, tập thể giảng viên được gọi là collegium, còn tập thể sinh viên được gọi là universitas. Tuy vậy một số sinh viên sống trong các collegium. Ở hầu hết các viện đại học cuối thời Trung cổ, collegium có nghĩa là một cư xá dành cho sinh viên, thường là những sinh viên sắp tốt nghiệp với bằng cử nhân hay các bằng cấp cao hơn. Các trường đại học (college) phát triển mạnh nhất ở các viện đại học Paris, Oxford, và Cambridge. Vào thế kỷ 13, những viện đại học (university) này đều có các trường đại học; đáng chú ý có Sorbonne của Viện Đại học Paris, Merton của Viện Đại học Oxford, và Peterhouse của Viện Đại học Cambridge. Đến năm 1500, có ít sinh viên sống bên ngoài các trường đại học. Các trường đại học có thư viện và dụng cụ nghiên cứu khoa học, và cấp lương bổng định kỳ cho các tiến sĩ và gia sư giúp các sinh viên chuẩn bị thi lấy bằng. Hoạt động giảng dạy của các trường đại học làm lu mờ hoạt động giảng dạy của viện đại học. Thực vậy, những người làm việc cho viện đại học không phải làm gì nhiều ngoài việc tổ chức các kỳ thi cho các sinh viên đã được đào tạo ở nhiều trường đại học khác nhau.
Các trường đại học biến mất khỏi Paris và phần còn lại của châu Âu lục địa trong suốt thời kỳ Cách mạng Pháp và thời kỳ Napoleon. Còn ở Anh, các trường đại học vẫn còn giữ chức năng của mình ở Oxford và Cambridge, mặc dù với xu hướng các trường đại học chia sẻ giảng viên và tài nguyên với nhau và với viện đại học.
Viện Đại học Dublin và trường đại học đầu tiên của mình – Trường Đại học Trinity – đều được thành lập vào năm 1591. Trường Đại học Trinity và Viện Đại học Dublin trở thành một vì không có trường đại học nào khác được thành lập.
Ý tưởng cho rằng trường đại học đào tạo để lấy bằng và viện đại học cấp bằng trở nên rất phổ biến trong hệ thống giáo dục Anh thế kỷ 19. Có hai trường đại học được thành lập ở London vào thập niên 1820, nhưng đến năm 1836 Viện Đại học London mới được thành lập để cấp bằng cho các sinh viên của hai trường này. Nhiều trường đại học khác – hầu hết ở cách xa nhau – liên kết với Viện Đại học London. Viện Đại học Durham được thành lập vào năm 1837 theo mô hình của Viện Đại học Oxford với vài trường đại học để sinh viên sinh sống và học tập. Viện đại học này sau đó liên kết thêm với những trường đại học ở nơi khác - một số ở các thuộc địa của Anh. Các trường đại học liên kết với viện đại học trường thành lập bởi những người Công giáo Roma ở Ireland vào thập niên 1850; sinh viên của các trường đại học này thường thi lấy bằng ở các viện đại học đã được thiết lập trước đó cho đến khi Viện Đại học Quốc gia Ireland được thành lập vào năm 1908. Các viện đại học khác có các trường đại học cũng được thành lập. Nhưng các viện đại học ở Anh thành lập sau năm 1879 không có các trường đại học. Viện Đại học St. Andrews ở Scotland bao gồm hai trường đại học.

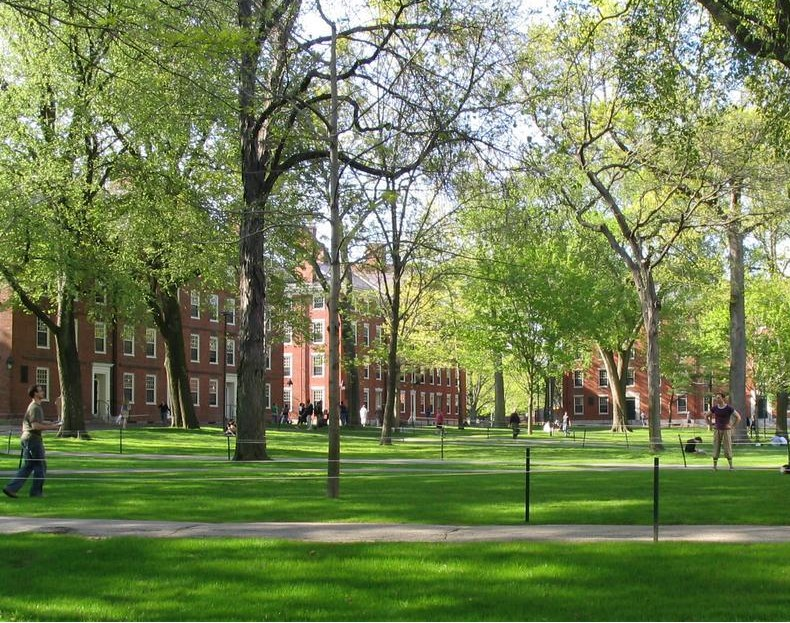
Khu cư xá sinh viên Đại học Harvard (Harvard College), một trong hai cơ sở chuyên về giáo dục bậc đại học của Viện Đại học Harvard.

Canada có các trường đại học ở các tỉnh New Brunswick, Nova Scotia, Prince Edward Island, và Ontario từ thế cuối thế kỷ 18, nhưng hầu hết các trường đại học ở phần Canada nói tiếng Anh liên kết với các viện đại học. Các trường đại học được thành lập ở Cape Province, Nam Phi, vào cuối thế kỷ 19; hầu hết sau đó trở thành các viện đại học. Ở Úc, các viện đại học không có trường đại học được thành lập vào thế kỷ 19. Nhưng các trường sư phạm và trường giáo dục bậc cao vẫn tồn tại - và cấp bằng cử nhân. Trường đại học duy nhất ở New Zealand không phải trường sư phạm là một cơ sở giáo dục đại học liên kết với một viện đại học. Các nước cựu thuộc địa Anh ở châu Phi trước đây có các trường đại học; sau khi giành được độc lập thì lập ra các viện đại học quốc gia, thường theo mô hình Viện Đại học London.
Ở Hoa Kỳ, trường đại học có thể chỉ một cơ sở giáo dục đại học hệ bốn năm cấp bằng cử nhân, hoặc một trường đại học cộng đồng hay tư thục hệ hai năm cấp bằng associate. [Điều này không có nghĩa là trường đại học chỉ cấp bằng cử nhân hay associate. Một số trường đại học còn có các chương trình đào tạo sau đại học và cấp bằng thạc sĩ và tiến sĩ, ví dụ: Trường Đại học Boston và Trường Đại học Dartmouth.] Trường đại học hệ bốn năm thường nhấn mạnh đến giáo dục trong các ngành khai phóng hay giáo dục tổng quát, thay vì có tính huấn nghệ hoặc nhấn mạnh đến giáo dục kỹ thuật. Đây có thể là một trường đại học khai phóng tư thục độc lập, hoặc là một bộ phận chuyên về giáo dục bậc đại học của một viện đại học công lập hay tư thục. Bộ phận của viện đại học cung cấp giáo dục chuyên nghiệp hay sau đại học thường gọi là trường đại học (college), trường (school), hay trường sau đại học (graduate school) [Nhiều viện đại học Hoa Kỳ hiện nay có một trường sau đại học có chức năng điều phối các chương trình sau đại học trong các trường đại học cấu thành viện đại học, chứ không nhất thiết có các trường riêng cho các bậc đại học và sau đại học]. Từ college cũng được dùng để chỉ các cơ sở giáo dục chuyên nghiệp có cấp bằng như các trường sư phạm và trường nông nghiệp công lập.
Vào năm 1783, Hoa Kỳ có 9 trường đại học trước đó được phép cấp bằng cử nhân và lúc đó đôi khi được gọi là các viện đại học. Sau khi Hoa Kỳ giành được độc lập, các bang thiết lập các viện đại học tương tự như các trường đại học thời thuộc địa; các trường đại học sư phạm và các trường đại học nông nghiệp cũng được thành lập. Viện Đại học Cornell, ở Ithaca, New York, mở cửa đón sinh viên từ năm 1868 lúc đó là viện đại học Hoa Kỳ đầu tiên được chia thành các trường đại học có các chương trình đào tạo và trao các bằng cấp khác nhau. Khi Viện Đại học Johns Hopkins khai giảng vào năm 1876, về mặt quản trị nó được chia thành một trường đại học dành cho bậc đại học và một trường sau đại học. Nhiều viện đại học công lập sau đó nhanh chóng bắt chước mô hình này; vào thập niên 1890, Yale, Harvard, và những viện đại học tư thục khác cũng làm theo.

## Trường đại học ở Việt Nam

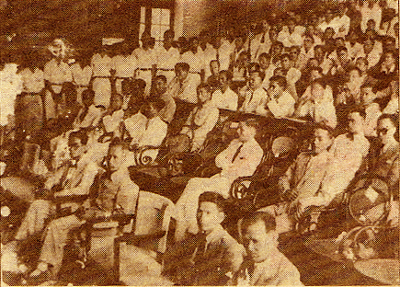
Lễ khai giảng, 15 tháng 11 năm 1945 ở Trường Đại học Quốc gia Việt Nam, cơ sở giáo dục đại học đầu tiên của Việt Nam Dân chủ Cộng hòa

Hầu hết các cơ sở giáo dục đại học Việt Nam dưới các chính thể Việt Nam Dân chủ Cộng hòa và Cộng hòa Xã hội Chủ nghĩa Việt Nam có tên là trường đại học và theo mô hình phân mảnh ngành học và phân mảnh cơ sở giáo dục của Liên Xô, tức là mỗi trường đại học tồn tại độc lập và tập trung vào một chuyên ngành hay một nhóm chuyên ngành riêng; ví dụ: Trường Đại học Kinh tế Quốc dân, Trường Đại học Xây dựng, Trường Đại học Thủy lợi,... Trong trường đại học thường có các khoa; trong khoa có các bộ môn.
Trường đại học có khi là một đơn vị thành viên trong một đại học. Ví dụ: Trường Đại học Kinh tế Đà Nẵng thuộc Đại học Đà Nẵng, Trường Đại học Văn khoa thuộc Viện Đại học Sài Gòn, Trường Đại học Khoa học Xã hội và Nhân văn thuộc Đại học Quốc gia Hà Nội,...
Việt Nam dưới hai chính thể Việt Nam Dân chủ Cộng hòa và Cộng hòa xã hội chủ nghĩa Việt Nam còn có mô hình trường đại học tổng hợp và trường đại học bách khoa. Các trường đại học tổng hợp tập trung vào các ngành nhân văn và khoa học cơ bản. Loại này gồm có Trường Đại học Tổng hợp Hà Nội (nay thuộc Đại học Quốc gia Hà Nội), Trường Đại học Tổng hợp Huế (nay thuộc Đại học Huế), và Trường Đại học Tổng hợp Thành phố Hồ Chí Minh (nay thuộc Đại học Quốc gia Thành phố Hồ Chí Minh). Các trường đại học bách khoa thì tập trung vào các ngành kỹ thuật và công nghệ. Loại này gồm có Đại học Bách khoa Hà Nội, Trường Đại học Bách khoa Đà Nẵng (nay thuộc Đại học Đà Nẵng), và Trường Đại học Bách khoa Thành phố Hồ Chí Minh (nay thuộc Đại học Quốc gia Thành phố Hồ Chí Minh).
Trường đại học cộng đồng là cơ sở giáo dục đại học sơ cấp và đa ngành được thành lập ở Việt Nam dưới chính thể Việt Nam Cộng hòa. Sinh viên học ở đây để chuyển tiếp lên học ở các viện đại học, hoặc mở mang kiến thức, hoặc học nghề để ra làm việc. Các trường đại học cộng đồng được thành lập với sự tham gia đóng góp, xây dựng, và quản trị của địa phương nhằm đáp ứng nhu cầu phát triển ở địa phương trong các mặt văn hóa, xã hội, và kinh tế. Khởi điểm của mô hình trường đại học cộng đồng ở Việt Nam là một nghiên cứu của ông Đỗ Bá Khê tiến hành vào năm 1969 mà các kết quả sau đó được đưa vào luận án tiến sĩ trình ở Viện Đại học Nam California năm 1970 với tựa đề Community Junior College Concept: A Study of its Relevance to Postwar Reconstruction in Vietnam (Khái niệm trường đại học cộng đồng: Nghiên cứu sự phù hợp của nó vào công cuộc tái thiết hậu chiến ở Việt Nam).
Cơ sở đầu tiên được hình thành là Trường Đại học Cộng đồng Tiền Giang (1971) ở Định Tường, sau khi mô hình giáo dục mới này được mang đi trình bày sâu rộng trong dân chúng. Các trường đại học cộng đồng khác gồm có: Duyên Hải ở Nha Trang, Quảng Đà ở Đà Nẵng (1974) và Long Hồ ở Vĩnh Long. Trường Đại học Cộng đồng Tiền Giang đặt trọng tâm vào nông nghiệp; Trường Đại học Cộng đồng Duyên Hải hướng về ngư nghiệp. Riêng Trường Long Hồ còn đang dang dở chưa hoàn tất thì chính thể Việt Nam Cộng hòa bị giải tán. Ở Sài Gòn thì có Trường Đại học Regina Pacis (khai giảng vào năm 1973) dành riêng cho nữ sinh do Công giáo thành lập, và theo triết lý đại học cộng đồng.

## Cách dùng thông dụng
Khi nhắc đến một giai đoạn trong đời người, người Việt nói "Thời tôi học đại học..." chứ ít khi nói "Thời tôi học trường đại học..." Với ý tương tự, trong tiếng Anh người ta nói "When I was in college..." chứ ít khi nói "When I was at university..."